# Eubasilissa regina
Eubasilissa regina är en nattsländeart som först beskrevs av Mclachlan 1871.  Eubasilissa regina ingår i släktet Eubasilissa och familjen broknattsländor. Inga underarter finns listade i Catalogue of Life.